# NGC 719
NGC 719 (другие обозначения — IC 1744, UGC 1360, MCG 3-5-26, ZWG 460.40, NPM1G +19.0077, PGC 7019) — линзообразная галактика (S0) в созвездии Овен.
Этот объект входит в число перечисленных в оригинальной редакции «Нового общего каталога».
Прямое восхождение NGC 719 и IC 1744 различается на 13 угловых секунд. Этого достаточно, чтобы у Джона Дрейера и Стефана Жавела были вопросы об идентичности этих двух объектов, однако их не возникло, поэтому теперь NGC 719 имеет также обозначение IC 1744.